# Huancata
El pueblo de Huancata forma parte del distrito de Sangallaya, provincia de Huarochirí en el departamento de Lima, de Lima-Provincias, Perú.

## Historia
Huancata (pedregal, montón de piedras). La primera evidencia de grupo humano- social es el sitio arqueológico Cotaypampa. Con el proceso de las reducciones en  la época colonial, Huancata forma parte del pueblo Santa María Jesús de Huarochirí. En la época republicana (parcialidad y caserío)  pertenece al distrito de Huarochirí. Luego,  los vecinos del caserío  solicitan (19-03-1904) al Congreso de la República del Perú se eleve a la categoría de pueblo el caserío, pedido que se hace realidad mediante Ley n.º 94 de 19 de octubre de 1905.
En el pueblo existe la Comunidad Campesina de Huancata,  reconocida mediante R.S. N.º 105 de 06 de agosto de 1926, expedida por la Dirección Nacional de Comunidades Campesinas e inscrita en el as. 9 de fojas 49 del Tomo I del Registro Nacional de Comunidades Campesinas. Cuenta con 2 territorios: Predio Huancata y Sector Tamuca- Pancañaya, inscrita en la  Partida N.º 49026946. La comunidad cuenta con una empresa comunal de ganado caprino con cerca de 200 cabezas. Actual Junta Directiva Comunal  registrada en la Partida N.º 03019952, SUNARP. Principales directivos, Presidente: Roberto Jaime Parco Parco, Secretario: Walter Rubén Macazana Astupuma, Tesorero: Lorenzo Pablo Macazana Macazana.

## Geografía
El pueblo de HUANCATA se ubica  en la margen izquierda del Río Mala,  2,750 m s. n. m. Lluvias  enero-marzo. Agricultura: producción de manzanas, peros, chirimoya, paltos, tuna, lúcuma, aguaymanto (capaulí), tumblo, verduras, plantas aromáticas, flores, etc. Canales de riego: Kollpa y Chilcanchi bajo el sistema de turno de 3 días.

## Vías de Acceso
Carretera: Lima-Cieneguilla-Huarochirí-Huancata  o  Lima-Mala-Calango-Viscas-Alloca-Huancata. Tiempo del recorrido 5 horas.

## Población
Huancata tiene 100 habitantes. 

## Autoridades
Agente Municipal	: Freddy A. Huaringa Parco
Juez de Paz		: Francisco R. García Parco.
Teniente Gobernador	: Walter R. Macazana Astupuma

## Costumbres y Fiestas
Ceremonia y fiesta costumbrista vinculadas con el agua, mes de mayo de cada año:
a.	3 de mayo, manantial Yanatupe.
b.	8 de mayo, manantial Churacocha.
c.	4 de mayo, manantial Cruz.
d.	5 de mayo, manantial Puncola.
e.      6 de mayo, manantial Mintunsaca.
f.	10 de mayo, manantial Palancoña.
g.	24 de mayo, manantial Anhile.
h.	27 de mayo, manantial Chorrio Grande.
i.	30 de mayo, acequia (canal) Colcahuayque.
(Se ha extinguido la costumbre  del manantial Sausicha)
Fiesta religiosa costumbrista en homenaje a la Virgen de La Natividad 08 de setiembre.

## Instituciones Públicas
- Centro Educativo Inicial  N.º 480.
- Institución Educativa  Primaria N.º 20601.
- Un Puesto de Salud, MINSA.